# Tactostoma macropus
Tactostoma macropus is een straalvinnige vissensoort uit de familie van Stomiidae. De wetenschappelijke naam van de soort is voor het eerst geldig gepubliceerd in 1939 door Bolin.